# Kalana (Hiiumaa)
Kalana is een plaats in de Estlandse gemeente Hiiumaa, provincie Hiiumaa. De plaats heeft de status van dorp (Estisch: küla).
Kalana lag tot in oktober 2013 in de gemeente Kõrgessaare, daarna tot in oktober 2017 in de gemeente Hiiu en sindsdien in de fusiegemeente Hiiumaa.

## Bevolking
Het dorp had 11 inwoners op 31 december 2011 en 30 inwoners op 31 december 2021.

## Ligging
De plaats ligt op de westpunt van het schiereiland Kõpu, dat deel uitmaakt van het eiland Hiiumaa, en herbergt de meest westelijke haven van het eiland.

## Foto's

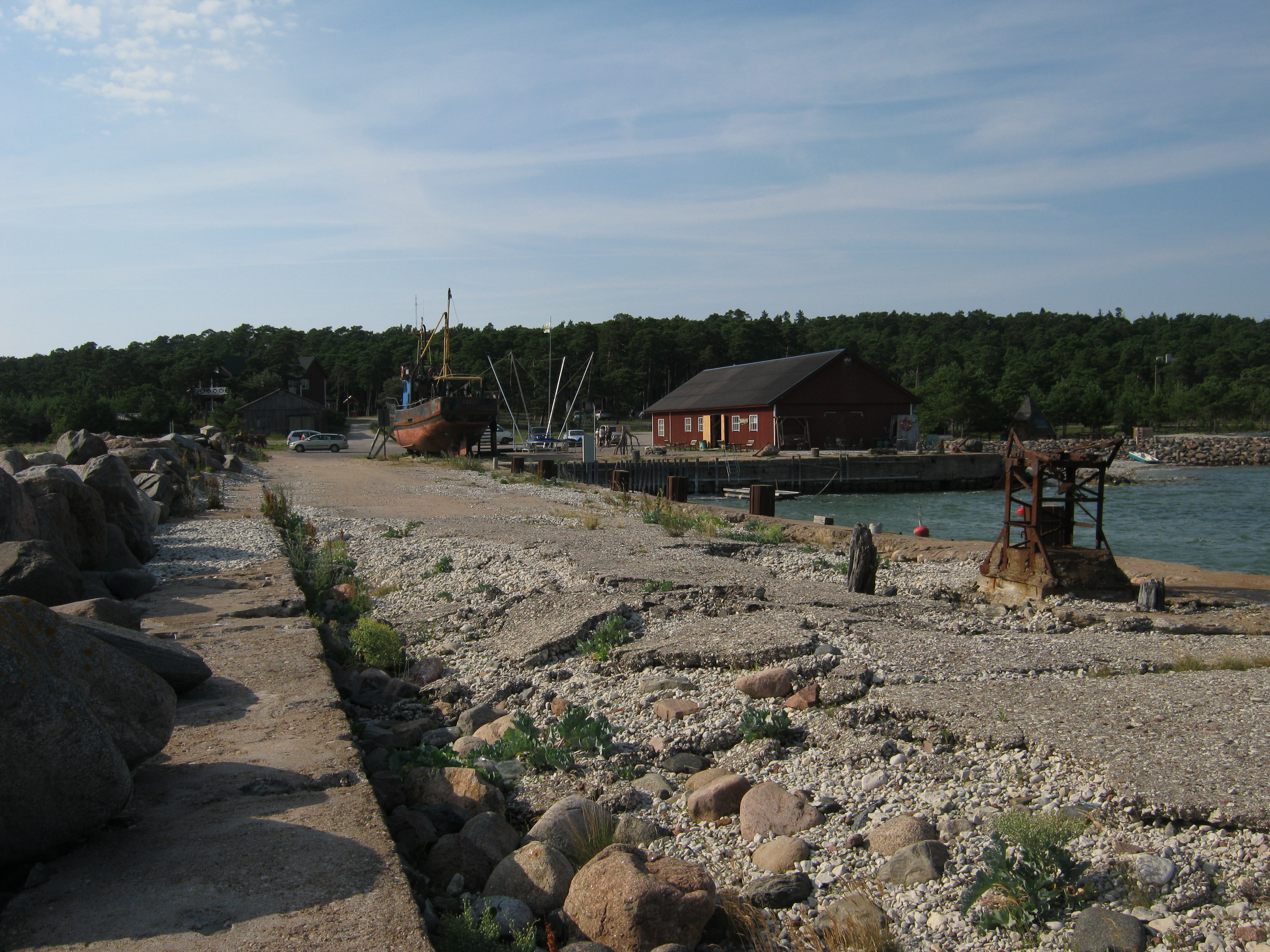
Haven van Kalana
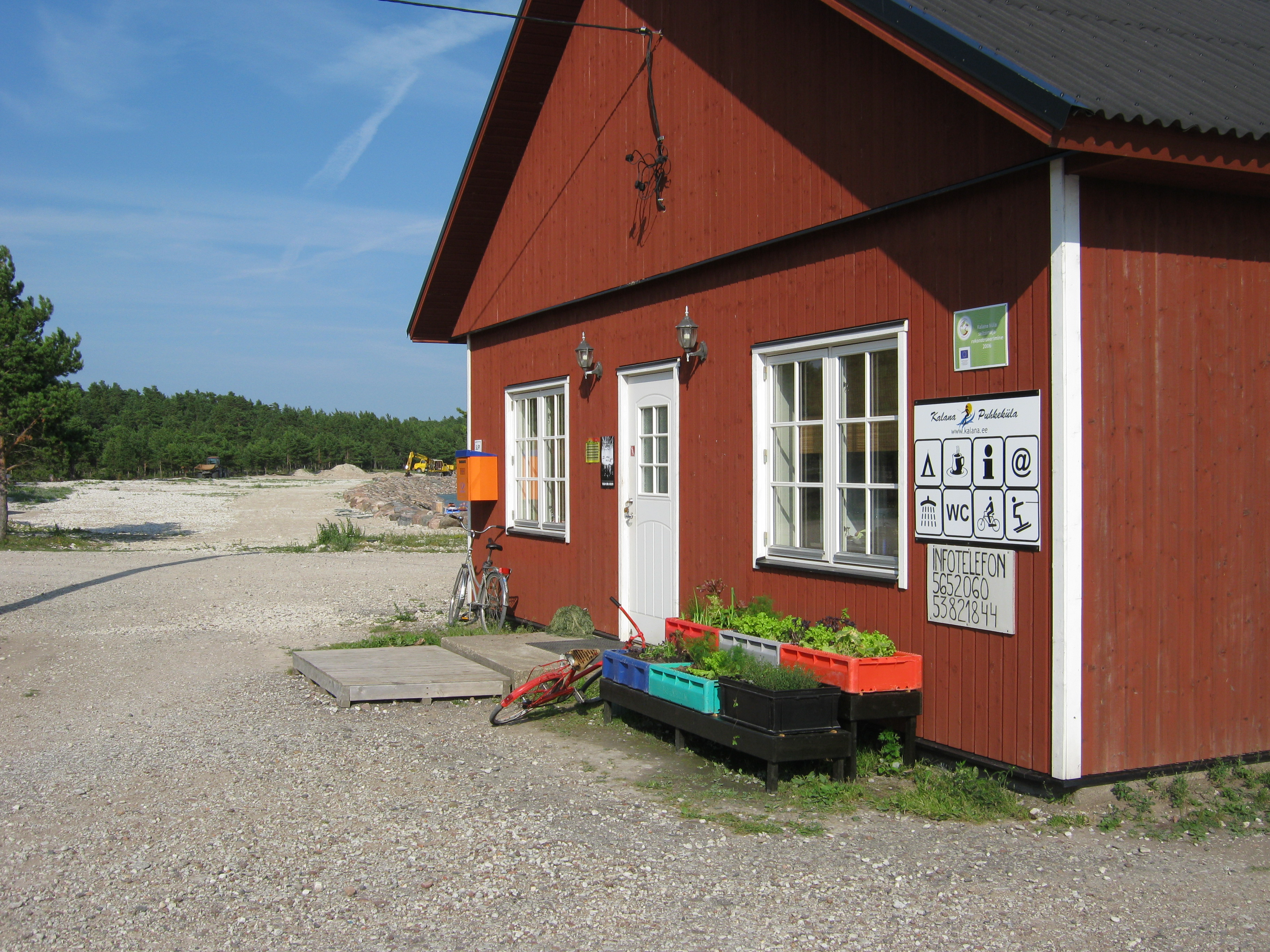
Havenkantoor
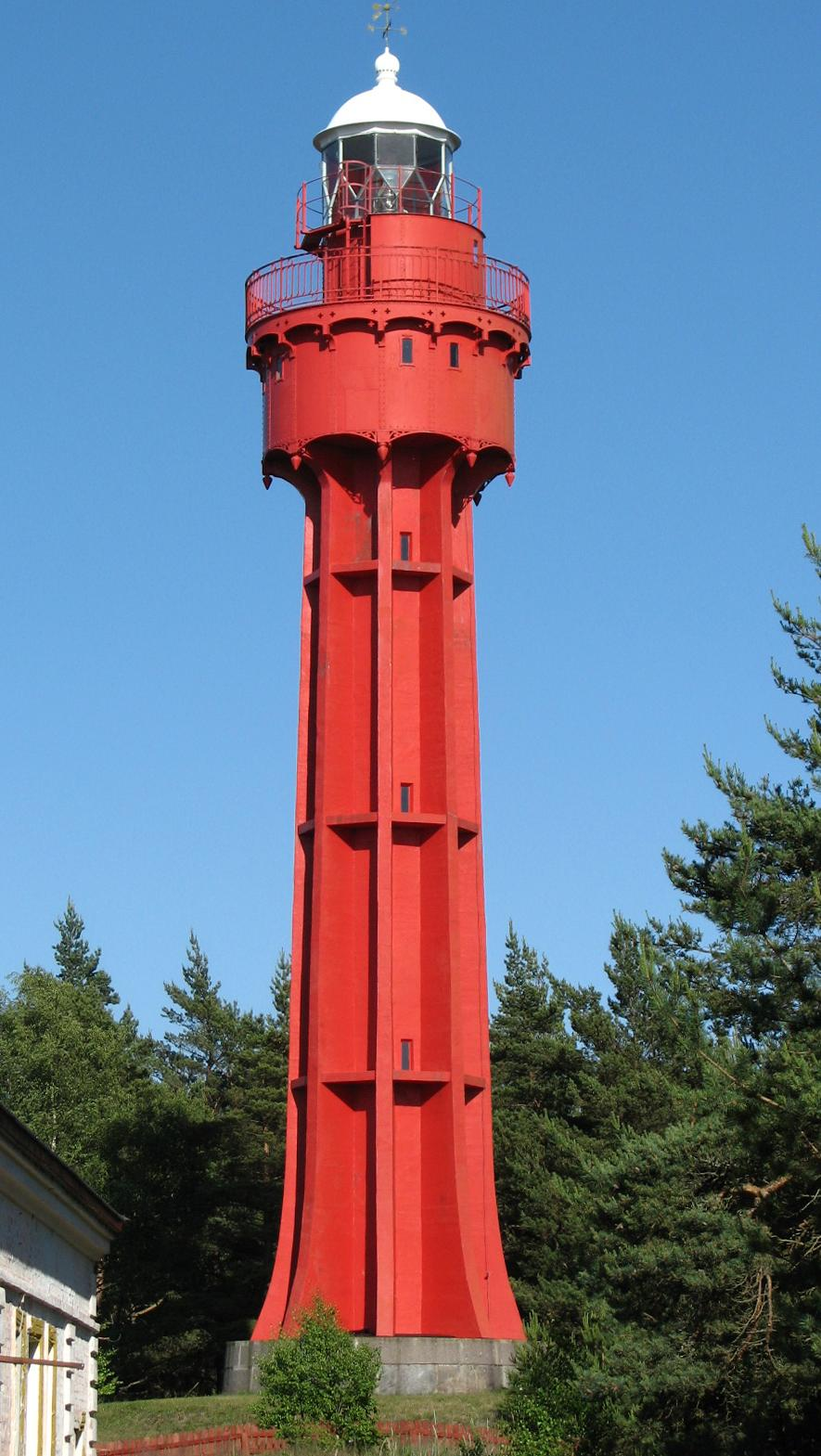
Vuurtoren van Kalana